# Новоархангельский 16-й уланский полк
16-й уланский Новоархангельский полк — кавалерийская воинская часть Русской императорской армии, сформированная в 1897 году.
Старшинство: 08.09.1897 г.
Полковой праздник: 8 сентября, рождество Пресвятой Богородицы.

## История
- 08.09.1897 г. — из эскадронов, выделенных по одному из драгунских полков: лейб-Павлоградского, Мариупольского, Кинбурнского, Астраханского, Стародубовского и Митавского сформирован в г. Влоцлавске Варшавской губ. 53-й драгунский Новоархангельский полк в составе 6-ти эскадронов.
- 06.12.1907 г. — 16-й уланский Новоархангельский полк.
- 20.05.1908 г. — Сводная кавалерийская дивизия упразднена.
- 3-я Отдельная кавалерийская бригада расквартирована в г. Влоцлавск (Варшавский ВО).
- 1911 году 3-я Отдельная кавалерийская бригада в составе V армейского корпуса. Полк расквартирован в г. Воронеж (Московский ВО).

### Первая Мировая война
- 29.11.1914 г. — Полк вошел в состав вновь сформированной 16-й кавалерийской дивизии.
- 07.05.1915 г. — 16-я кавалерийская дивизия вошла в состав, вновь сформированного, IV-го кавалерийского корпуса (Юго-Западный фронт).
- На 01.06.1915 г. — корпус в группе Олохова ( в районе 3-й армии Юго-Западный фронт).
- 12.06.1915 г. — 3-я армия и группа Олохова подчинены командованию Северо-Западного фронта.
- 11.08.1915 г. — при разделении Северо-Западного фронта корпус вошел в составе 3-й армии (Западный фронт).
- К 22.05.1916 г. — корпус отправлен в 8-ю армию (Юго-Западный фронт)
- С 11.06.1916 г. — 3-я армия временно передана на Юго-Западный фронт и IV кавалерийский корпус вошел в ее состав. 23 июня 1916 г. в ходе прорыва у Костюхновки трофеями полка стали 4 германских гаубицы[1].
- На 03.08.1916 г. — 16-я кавалерийская дивизия в составе IV кавалерийского корпуса, при 3-й армии (Западный фронт).
- 04.04.1917 г. — Приказано штандарт, с вензелем отрекшегося императора, доставить в Петроград, для выполнения работ по снятию вензеля.

### Командиры
- 08.09.1897 — 11.01.1902 — полковник Пущин, Сергей Иванович
- 09.02.1902 — 20.03.1908 — полковник Колвзан, Дмитрий Иосифович
- 18.04.1908 — 05.05.1910 — полковник Соколов, Пётр Матвеевич
- 12.06.1910 — 14.08.1910 — полковник Шимановский, Пётр Викторович
- 17.10.1912 — 06.01.1915 — полковник (с 02.11.1914 генерал-майор) Константинов, Вячеслав Александрович
- 28.01.1915 — 17.10.1915 — полковник Крашенников, Пётр Дмитриевич
- 18.10.1915 — 09.08.1917 — полковник (с 05.08.1917 генерал-майор) Аленич, Михаил Евграфович
- 08.10.1917 — хх.хх.хххх — полковник Грамбек, Владимир Николаевич

## Знаки отличия
Полковой штандарт простой, без надписи. Пожалован 08.09.1897 г.